# Urospora grassei
Urospora grassei is een soort in de taxonomische indeling van de Myzozoa, een stam van microscopische parasitaire dieren. Het organisme komt uit het geslacht Urospora en behoort tot de familie Urosporidae. Urospora grassei werd in 1961 ontdekt door Changeux.